# Sakulus
Sakulus (łac. sacculus) – element samczych narządów genitalnych u motyli.
Sakulus definiowany jest jako wewnętrzny, nasadowy wyrostek koksytu zewnętrznych narządów genitalnych, jako zesklerotyzowana, brzuszna część harpe albo jako silnie zesklerotyzowany i zawinięty brzuszny brzeg walwy.
Położony jest on w kierunku brzusznym, ku nasadzie walwy. Może on być zesklerotyzowany lub wyposażony w różnego rodzaju szczecinki, kolce lub wyrostki.
U zwójkowatych sakulus ma postać silnie zesklerotyzowanej listwy na brzusznym brzegu walwy, często o wolnym zakończeniu, które może wystawać poza walwę. U miernikowcowatych jest on często silnie zgrubiały i niekiedy również wystający. U sówkowatych jest duży i obejmuje zazwyczaj około ⅓ walwy.
Wyrostkami sakulusa występującymi m.in. u Oecophoridae są klasper oraz klawus.